# Igreja Católica na Inglaterra e no País de Gales
A Igreja Católica na Inglaterra e no País de Gales é parte da Igreja Católica universal, sob a liderança espiritual do Papa e da Santa Sé. O cristianismo céltico, com algumas tradições diferentes das de Roma, estava presente na Britânia desde o primeiro século da Era Cristã, mas depois da partida das legiões romanas, começou o retorno ao paganismo. Em 597 d.C., foi enviada a primeira missão gregoriana do Papa, estabelecendo uma ligação direta entre o Reino de Kent e a Sé de Roma, e com a forma beneditina de monasticismo, que foi levada por Santo Agostinho de Cantuária.
A Igreja Inglesa aderiu continuamente à Sé de Roma por quase mil anos desde a época de Santo Agostinho de Cantuária; mas em 1534, durante o reinado do Rei Henrique VIII, a igreja, através de uma série de atos legislativos entre 1533 e 1536, separou-se do Papa por um período que a converteu numa igreja nacional, com Henrique declarando-se seu chefe supremo, e intitulando-se Igreja da Inglaterra, ou Igreja Anglicana. Sob o reinado do filho de Henrique VIII, Eduardo VI, a Igreja Anglicana tornou-se ainda mais influenciada pela Reforma Protestante.
A Igreja da Inglaterra foi trazida de volta sob plena autoridade papal em 1553, no começo do reinado da Rainha Maria I, e o catolicismo foi restabelecido pelas perseguições marianas; entretanto, quando a Rainha Elizabeth I subiu ao trono em 1558, a independência da Igreja Anglicana em relação a Roma foi reafirmada através do Estabelecimento Religioso Elisabetano de 1559, que mudou o ensino e a prática da Igreja Anglicana, e no Ato de Uniformidade de 1559, que causou um racha entre os católicos e rainha. Em 1570, o Papa Pio V respondeu em sua bula Regnans in Excelsis, pedindo a todos os católicos que se rebelassem contra Elizabeth, excomungando qualquer pessoa que a obedecesse. O Parlamento do país tornou o fato de alguém ser um jesuíta ou seminarista como traição em 1571. Os sacerdotes encontrados celebrando missas eram frequentemente enforcados, arrastados e esquartejados, em vez de serem queimados na fogueira. A Igreja Católica (juntamente com outras igrejas não estabelecidas) manteve-se na Inglaterra, embora às vezes estivesse sujeita a várias formas de perseguição. A maioria dos membros recusantes (assim eram chamados aqueles que não aceitaram deixar a Igreja Católica e tornar-se anglicanos) em áreas fortemente católicas no norte, e de parte da aristocracia, praticavam sua fé em particular. Em 1766, o papa reconheceu a monarquia inglesa como lícita, e isso acabou levando ao Ato de Ajuda Católica de 1829. Os distritos substitutos foram restabelecidos pelo papa Pio IX em 1850. Juntamente com as 22 dioceses do rito latino, há as circunscrições orientais católicas: Eparquia da Sagrada Família de Londres e a Eparquia siro-malabar da Grã-Bretanha.
No censo do Reino Unido de 2001, havia 4,2 milhões de católicos na Inglaterra e no País de Gales, cerca de 8% da população. Cem anos antes, em 1901, eles representavam apenas 4,8% da população. Em 1981, 8,7% da população da Inglaterra e do País de Gales eram católicos. Em 2009, uma pesquisa da Ipsos Mori revelou que 9,6%, ou 5,2 milhões de pessoas de todas as etnias, eram católicas na Inglaterra e no País de Gales. Populações consideráveis, incluindo o Noroeste da Inglaterra, onde uma em cada cinco pessoas é católica, resultado da imigração em grande escala no Reino Unido no século XIX, bem como o alto número de ingleses recusantes em Lancashire.

## História

### Bretões romanos e cristianismo primitivo

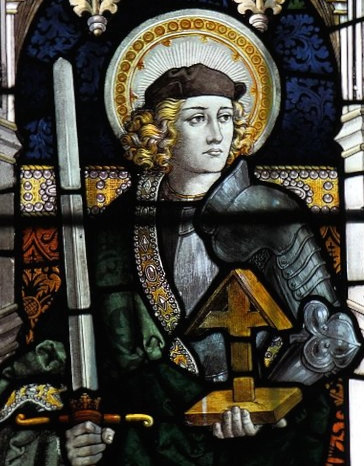
Santo Albano é considerado o protomártir dos bretões romanos.

Grande parte da Grã-Bretanha foi incorporada ao Império Romano em 43 d.C., depois que Cláudio liderou a conquista romana da Britânia, conquistando terras habitadas pelos britanos. As tradições religiosas indígenas dos bretões, sob o comando de seus sacerdotes, os druidas, foram suprimidas; mais notavelmente Caio Suetônio Paulino lançou um ataque a Ynys Môn em 60 d.C. e lá destruiu o santuário e os bosques sagrados. Nos anos seguintes, a influência romana viu a chegada de vários cultos religiosos para a Grã-Bretanha, incluindo a mitologia romana, o mitraísmo e o culto ao imperador. Embora não esteja claro exatamente como o cristianismo chegou, as primeiras figuras britânicas consideradas pelos cristãos são Santo Albano, seguido pelos Santos Júlio e Aarão, que viveram no terceiro século.
Eventualmente, a posição das autoridades romanas sobre o cristianismo mudou de hostilidade à tolerância com o Édito de Milão em 313 d.C. e, em seguida, seu estabelecimento como religião estatal após o Édito de Tessalônica em 380 d.C., tornando-se um componente-chave da cultura romano-britânica e da sociedade. Registros observam que bispos romano-britânicos, como Restituto, compareceram ao Concílio de Arles, que confirmou as descobertas teológicas de uma convocação anterior realizada em Roma (o Concílio de Roma) em 313. O fim do domínio romano do país no século seguinte e as subsequentes invasões germânicas diminuíram drasticamente o contato entre a Grã-Bretanha e a Europa continental. O cristianismo, no entanto, continuou a florescer nas áreas britânicas da Grã-Bretanha. Durante esse período, certas práticas e tradições se consolidaram na Grã-Bretanha e na Irlanda, conhecidas coletivamente como cristianismo celta. Características distintas do cristianismo celta incluem uma única tonsura monástica e diferentes cálculos para a data da Páscoa. Independentemente dessas diferenças, os historiadores não consideram esse cristianismo celta ou britânico uma igreja distinta separada do cristianismo geral da Europa Ocidental.

### Conversão dos anglo-saxões
Em 597, o Papa Gregório I enviou Agostinho de Cantuária e outros 40 missionários de Roma para evangelizar os anglo-saxões, um processo concluído no século VII. A missão gregoriana, como é conhecida, é de particular interesse na Igreja Católica, pois foi a primeira missão papal oficial a fundar uma igreja. Com a ajuda de cristãos que já residiam em Kent, Agostinho estabeleceu uma arquidiocese em Cantuária, a antiga capital de Kent, e, tendo recebido o pálio mais cedo (ligando sua nova diocese a Roma), tornou-se o primeiro na série de arcebispos de Cantuária, dos quais quatro faziam parte dos primeiros missionários beneditos enviados: Lourenço, Melito, Justo e Honório. O último arcebispo católico de Cantuária foi Reginald Pole, que morreu em 1558. Durante este tempo de missão, Roma buscou maior unidade com a igreja local na Grã-Bretanha, particularmente na questão do cálculo da data da Páscoa. Columbano, compatriota e homem da igreja de Columba, pedira um julgamento papal sobre a questão da Páscoa, assim como abades e bispos da Irlanda. Mais tarde, em sua Historia ecclesiastica gentis Anglorum, Bede explicou as razões da discrepância: "Ele deixou sucessores distinguidos por grande caridade, amor divino e estrita atenção às regras de disciplina, seguindo ciclos realmente incertos na computação do grande festival da Páscoa, porque longe como eles estavam fora do mundo, ninguém havia fornecido-lhes os decretos sinodais relativos à observância pascal". Uma série de sínodos foram realizadas para resolver a questão, culminando com o Sínodo de Whitby em 644. Os missionários também introduziram a Regra de São Bento, a regra continental aos mosteiros anglo-saxões da Inglaterra. Wilfredo, um arcebispo beneditino consagrado de Iorque (em 664), foi particularmente hábil na promoção da regra beneditina. Com o passar do tempo, o regime beneditino continental incidiu sobre os mosteiros e paróquias da Inglaterra, aproximando-os do continente e de Roma. Como resultado, o papa costumava ser chamado a intervir em desavenças, afirmar monarcas e decidir jurisdições. Em 787, por exemplo, o Papa Adriano I elevou Lichfield à arquidiocese e nomeou Hygeberht seu primeiro arcebispo. Mais tarde, em 808, o Papa Leão III ajudou a restaurar o rei Eardwulf da Nortúmbria ao trono; e em 859, o Papa Leão IV confirmou e ungiu o rei Alfredo, o Grande, de acordo com a Crônica Anglo-Saxônica. Os beneditinos pareciam desempenhar um papel importante ao longo deste período. Por exemplo, antes de ser monge beneditino Dunstano foi consagrado arcebispo de Cantuária em 960, o Papa João XII o nomeou legado, comissionando-o (junto com Æthelwold e Osvaldo) para restaurar a disciplina nos mosteiros existentes na Inglaterra, muitos dos quais foram destruídos pelos invasores dinamarqueses.

### Igreja normanda na Inglaterra e Gales

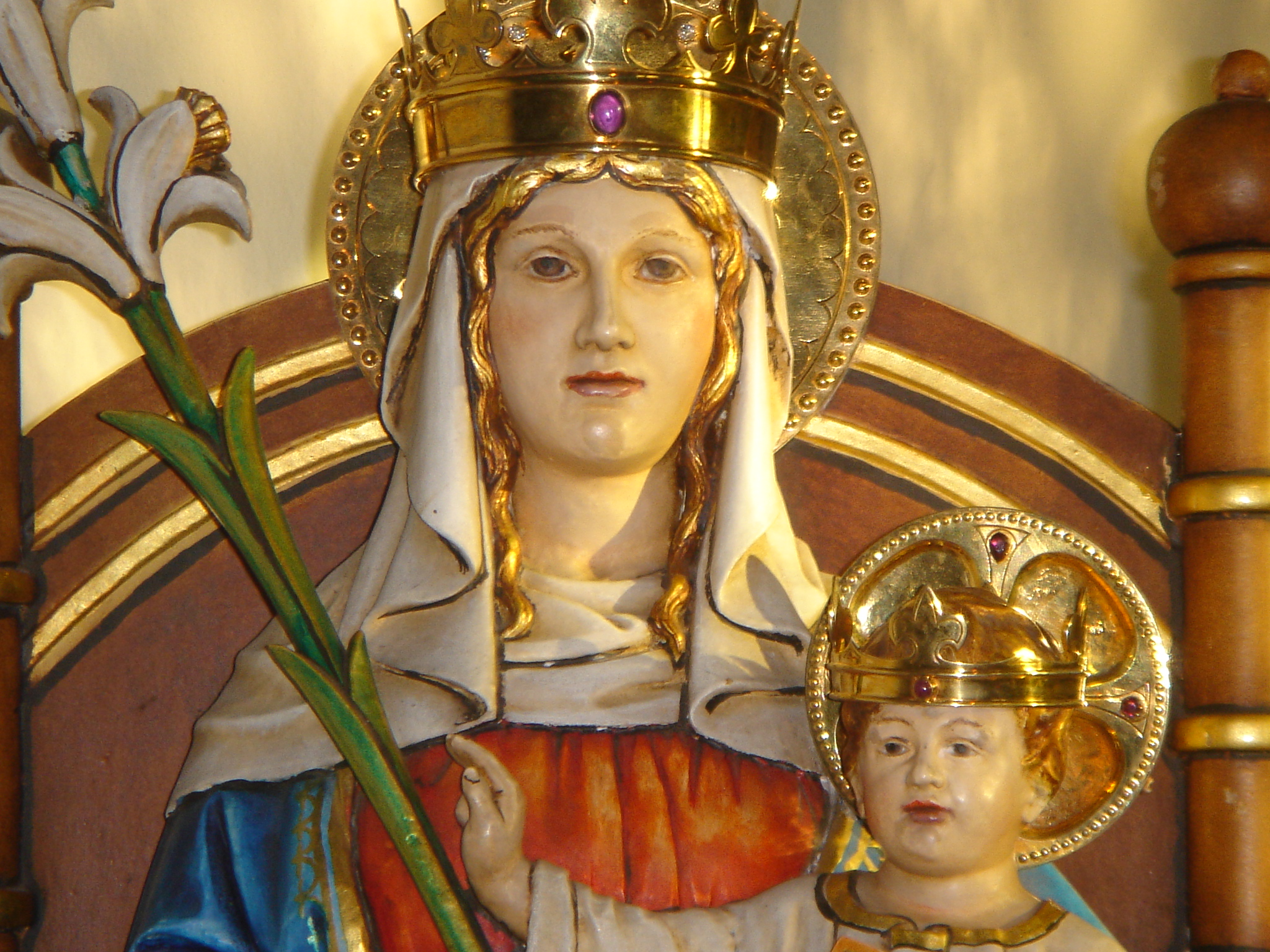
Nossa Senhora de Walsingham

O controle da Igreja inglesa passou dos anglo-saxões aos normandos após a conquista normanda. Os dois clérigos mais proeminentes associados a esse processo eram Lanfraco e Anselmo – ambos beneditinos. Anselmo mais tarde viria a se tornar um Doutor da Igreja. Um século depois, o Papa Inocêncio III teve que confirmar a primazia de Cantuária sobre quatro igrejas por várias razões, mas principalmente para sustentar a importância da fundação gregoriana da missão de Agostinho.
Durante os tempos medievais, a Inglaterra e o País de Gales faziam parte da cristandade ocidental. Durante esse período, a presença de mosteiros e conventos, tais como os de Shaftesbury e Shrewsbury, eram características proeminentes da sociedade, oferecendo alojamento, hospitais e educação. Da mesma forma, escolas como a Universidade de Oxford e a Universidade de Cambridge foram importantes. Membros de ordens religiosas, notadamente os dominicanos e franciscanos, instalaram-se em ambas as escolas e mantiveram casas para estudantes. Clérigos como o arcebispo Walter de Merton fundaram o Colégio Merton em Oxford e três diferentes papas – Gregório IX, Nicolau IV e João XXII – deu a Cambridge a proteção legal e status para competir com outras universidades europeias.
A peregrinação era uma característica proeminente do catolicismo medieval, e a Inglaterra e o País de Gales estavam amplamente providos de muitos locais populares de peregrinação. A vila de Walsingham, Norfolk tornou-se um importante santuário depois que uma nobre chamada Richeldis de Faverches experimentou uma visão da Virgem Maria, em 1061, a qual ganho o título de Nossa Senhora de Walsingham, pedindo-lhe para construir lá uma réplica da casa em que Nossa Senhora teria vivido em Nazaré. Alguns dos santuários mais sagrados ficavam em Holywell no País de Gales, dedicado a Santa Vinifrida e na Abadia de Westminster a Eduardo, o Confessor. Em 1170, São Tomás Becket, arcebispo de Cantuária foi assassinado em sua catedral por seguidores do Rei Henrique II e foi rapidamente canonizado como um mártir da fé. Isso resultou na Catedral de Cantuária se tornar atração para peregrinação internacional e inspirou Os Contos de Cantuária, de Geoffrey Chaucer.
Um inglês, Nicholas Breakspear, tornou-se o Papa Adriano IV, governando entre 1154 e 1159. Cinquenta e seis anos depois, o cardeal Stephen Langton tornou-se uma figura central na disputa entre o Rei João e o Papa Inocêncio III. Esta situação crítica levou à assinatura e posterior promulgação da Magna Carta em 1215.

### Protestantismo e a resistência católica

Um banner mostrando as Santas Chagas de Jesus Cristo, que foi feito por partisans durante a Peregrinação da Graça.

A Inglaterra permaneceu um país católico até 1534, quando se separou oficialmente de Roma durante o reinado do rei Henrique VIII. Em resposta à recusa do papa em anular o casamento de Henrique com Catarina de Aragão, o Parlamento negou a autoridade do papa sobre a Igreja inglesa, fez o rei Chefe da Igreja na Inglaterra e dissolveu os mosteiros e ordens religiosas no país. Henrique não aceitou as inovações na doutrina ou na liturgia – mas estendeu a tolerância, e até a promoção, ao clero com simpatias protestantes em troca de apoio por sua ruptura com Roma. Por outro lado, a recusa em aceitar essa ruptura, particularmente por pessoas proeminentes na igreja e no estado, era considerada por Henrique como traição, resultando na execução de Thomas More, o ex-lorde chanceler e John Fisher, bispo de Rochester, entre outros. A Lei de Roma de 1536 reforçou a separação de Roma, enquanto a "Peregrinação da Graça" de 1536 e a "Rebelião de Bigod" de 1537, que surgiram no norte contra as mudanças religiosas, foram reprimidas com sangue.
Entre 1536 e 1541, Henrique VIII se envolveu fortemente com a dissolução dos mosteiros, que controlava a maior parte da riqueza da igreja. Desmantelou mosteiros, priorados, conventos e fraternidades na Inglaterra, País de Gales e Irlanda, apropriando-se de seus rendimentos, destituindo seus bens e fornecendo pensões para o antigo moradores. Ele não transferiu essas propriedades para uma igreja protestante da Inglaterra (que na verdade ainda não existia): elas foram vendidas, principalmente para pagar as guerras. O historiador G. W. Bernard argumenta:
A dissolução dos mosteiros no final da década de 1530 foi um dos eventos mais revolucionários da história inglesa. Havia quase 900 casas religiosas na Inglaterra, cerca de 260 para monges, 300 para cônegos regulares, 142 para conventos e 183 para fraternidades; cerca de 12.000 pessoas no total, 4.000 monges, 3.000 cônegos, 3.000 frades e 2.000 freiras.
Não obstante, Henrique manteve forte preferência pelas práticas católicas tradicionais e, durante seu reinado, os reformadores protestantes não puderam fazer muitas mudanças nas práticas da Igreja da Inglaterra. De fato, essa parte do reinado de Henrique viu o julgamento por heresia de protestantes e católicos.
O reinado de 1547 a 1553 do menino Rei Eduardo VI viu a Igreja da Inglaterra tornar-se mais influenciada pelo protestantismo em sua fé e adoração, com a missa em latim substituída pela Livro de Oração Comum, a arte representativa e imagens em edifícios de igrejas destruídas, e práticas católicas que sobreviveram durante o reinado de Henrique, por exemplo, a declaração pública de orações à Virgem Maria como a Salve Rainha, terminou. O surgimento ocidental ocorreu em 1549.
A Igreja institucional na Inglaterra retornou à prática católica durante o reinado de Maria I, católica, entre 1553 a 1558. Maria estava determinada a trazer toda a Inglaterra de volta à fé católica. Este objetivo não estava em desacordo com o sentimento de uma grande parte da população. A reforma protestante de Eduardo não tinha sido bem recebida em toda parte, e havia ambiguidade nas respostas das paróquias. Maria também tinha algumas famílias poderosas por trás de seus planos. A família Jerningham, juntamente com outras famílias de católicos anglicanos, como os Bedingfelds, Waldegraves, Rochesters e os Huddlestons de Sawston Hall, eram "a chave para a ascensão ao trono da Rainha Maria. Sem eles, ela nunca teria conseguido". No entanto, as execuções de 300 protestantes queimados na fogueira, mostraram-se contraproducentes, já que eram extremamente impopulares entre a população. Por exemplo, em vez de executar o arcebispo Cranmer por traição por apoiar Rainha Joana, ela o queimou em uma estaca. Com a ajuda do livro O Livro dos Mártires, que glorificava os protestantes mortos na época e difamava os católicos, essa prática garantiu a ela um lugar na memória popular como "Maria Sangrenta" (em inglês:  Bloody Mary).
Quando Maria morreu e Elizabeth tornou-se rainha, em 1558, a situação religiosa na Inglaterra estava confusa. Em toda a paisagem religiosa dos reinos de Henrique VIII, Eduardo VI e Maria I, uma proporção significativa da população (especialmente nas áreas rurais e periféricas do país) continuou a ter opiniões católicas, pelo menos em particular. No final do reinado de Elizabeth I, no entanto, a Inglaterra era claramente um país protestante, e os católicos eram minoria.
O primeiro ato de Elizabeth foi reverter o restabelecimento do catolicismo de sua irmã pelos Atos de Supremacia e Uniformidade. O Ato de Supremacia de 1558 tornou crime afirmar a autoridade de qualquer príncipe estrangeiro, prelado, ou outra autoridade, e tinha como objetivo abolir a autoridade do Papa na Inglaterra. Uma terceira ofensa era considerada alta traição, punível com a morte. O Juramento de Supremacia, imposto pelo Ato de 1558, previa que qualquer pessoa que assumisse um cargo público ou da igreja na Inglaterra jurasse lealdade ao monarca como o Governador Supremo da Igreja Anglicana. A recusa em jurar era um crime, embora não tenha se transformado em traição até 1562, através da Lei da Supremacia da Coroa de 1562.
No entanto, durante os primeiros anos de seu reinado, houve relativa indulgência em relação aos católicos que estavam dispostos a manter sua religião de forma privada, especialmente se estivessem preparados para continuar frequentando suas igrejas paroquiais. A redação do livro de orações oficial foi cuidadosamente projetada para tornar isso possível omitindo-se uma questão agressivamente "herética", e a princípio muitos católicos ingleses de fato praticavam seus cultos religiosos juntos de seus vizinhos protestantes, pelo menos até que isso fosse formalmente proibido pelo Papa Pio V em 1570 pela bula, Regnans in Excelsis, que também declarou que Elizabeth não era uma rainha de direito e deveria ser deposta, formalmente excomungando-a, e a qualquer um que a obedecesse e clamou a todos os católicos que tentassem derrubá-la.
Em resposta, o "Ato para reter os súditos da Majestade da Rainha em sua obediência", aprovado em 1581, tornou alta traição a reconciliação com "a religião romana", obter ou publicar qualquer bula papal, ou escrevê-la. A celebração da missa foi proibida sob pena de multa de duzentos marcos e prisão por um ano para o celebrante, e multa de cem marcos e a mesma pena de prisão para quem participasse da missa. Este ato também aumentou a penalidade por não frequentar o serviço anglicano até a soma de vinte libras por mês, prisão até que a multa fosse paga, ou até que o infrator tivesse de ir para a Igreja Protestante. Uma penalidade adicional de dez libras por mês foi infligida a qualquer um que mantivesse um professor que não comparecesse ao serviço protestante. O próprio professor deveria ser preso por um ano.
No cenário das guerras da Inglaterra com potências católicas como a França e a Espanha, culminou na tentativa de invasão da Armada Espanhola em 1588. A bula papal desencadeou um sentimento nacionalista que equiparou o protestantismo à lealdade a um monarca altamente popular, tornando todo católico um traidor potencial, mesmo aos olhos daqueles que não eram protestantes extremos. A Rebelião do Norte, a Conspiração de Throckmorton e a Conspiração de Babington, juntamente com outras atividades subversivas de partidários de Maria da Escócia, reforçaram a associação do catolicismo à traição na mentalidade popular.
O clímax da perseguição de Elizabeth aos católicos foi alcançado em 1585 pelo Ato contra os jesuítas, sacerdotes dos seminários e outros tais como pessoas desobedientes. Este estatuto, sob o qual a maior parte dos mártires católicos ingleses foi executada, tornou alta traição para qualquer padre jesuíta ou de seminário estar na Inglaterra, e delito para qualquer um abrigar ou auxiliá-los. A última das leis anticatólicas de Elizabeth foi o "Ato para a melhor descoberta de pessoas perversas e sediciosas que se consideram católicas, mas que são sujeitos rebeldes e traidores".
No entanto, Elizabeth não acreditava que suas políticas anticatólicas constituíssem uma perseguição religiosa, achando difícil, no contexto da intransigente formulação da bula Papal contra ela, distinguir entre os católicos envolvidos em conflito com ela dos católicos sem tal característica. O número de católicos ingleses executados durante o reinado de Elizabeth foi significativo, incluindo Edmundo Campion, Roberto Southwell, e Margarida Clitherow. A própria Elizabeth assinou a sentença de morte que levou ao regicídio, a decapitação de sua prima, Rainha Maria da Escócia.
Por causa da perseguição na Inglaterra, os padres católicos eram treinados no exterior nos Colégios Ingleses de Roma, de Douai, de Valladolid na Espanha, e no Colégio Inglês de Sevilha. Dado que Douai estava localizada nos Países Baixos Espanhóis – parte dos domínios do maior inimigo da Inglaterra elisabetana –, e Valladolid e Sevilha, na própria Espanha, eles eram associados aos olhos do público à subversão política e também religiosa. Foi essa combinação de opinião pública nacionalista, perseguição constante e a ascensão de uma nova geração que não se lembrava dos tempos pré-Reforma e não tinha lealdade pré-estabelecida ao catolicismo, que reduziu o número de católicos na Inglaterra – embora a memória ofuscante do reinado de Maria I foi outro fator que não deve ser subestimado. No entanto, até o final do reinado, provavelmente 20% da população ainda era católica, com outros 10% de protestantes "puritanos" dissidentes, e o restante mais ou menos reconciliado com a igreja "oficial".
O reinado de Jaime I (1603–1625) foi marcado por uma medida de tolerância, embora menos após a descoberta da conspiração de um pequeno grupo de católicos que teve como objetivo matar o rei e o parlamento e estabelecer uma monarquia católica. Seguiu-se uma mistura de perseguição e tolerância: Ben Jonson e sua esposa, por exemplo, em 1606 foram convocados perante as autoridades por não terem comunhão na Igreja Anglicana, no entanto, o rei tolerava alguns católicos na corte; por exemplo, George Calvert, a quem deu o título de Barão Baltimore, e o Duque de Norfolk, chefe da família Howard.
O reinado de Carlos I (1625–1649) viu um pequeno renascimento do catolicismo na Inglaterra, especialmente entre as classes altas. Como parte do casamento real, a esposa católica de Carlos, Henrietta Maria, recebeu sua própria capela real e capelão. Henrietta Maria era de fato muito rigorosa em suas observâncias religiosas, e ajudou a criar um tribunal com influências continentais, onde o catolicismo era tolerado, até mesmo um tanto na moda. Alguma legislação anticatólica tornou-se efetivamente uma letra morta. A Contrarreforma no continente europeu criou uma forma mais vigorosa e magnífica de catolicismo (isto é, barroco), notadamente encontrado na arquitetura e na música da Áustria, Itália e Alemanha, que atraiu alguns convertidos, como o poeta Richard Crashaw. Ironicamente, o movimento artístico explicitamente católico (isto é, o barroco) acabou "fornecendo o projeto, depois do incêndio de Londres, para que as primeiras novas igrejas protestantes fossem construídas na Inglaterra".
Enquanto Carlos permaneceu firmemente protestante, ele foi pessoalmente atraído por um anglicanismo conscientemente da "Alta Igreja". Isso afetou suas nomeações para os bispados anglicanos, em particular a nomeação de William Laud como Arcebispo de Cantuária. Quantos católicos e puritanos havia ainda está em debate.
O conflito religioso entre Carlos e outros "altos" anglicanos e calvinistas – neste estágio em sua maioria ainda dentro da Igreja da Inglaterra (os puritanos) – formou uma vertente das inclinações antimonárquicas da conturbada política de o período. As tensões religiosas entre um tribunal com elementos "papistas" e um Parlamento onde os puritanos eram fortes foi um dos principais fatores por trás da Guerra Civil Inglesa, na qual quase todos os católicos apoiavam o rei. A vitória dos parlamentares significou um regime fortemente protestante, anticatólico (e, incidentalmente, antianglicano) sob Oliver Cromwell.
A restauração da monarquia sob Carlos II (1660–1660) também viu a restauração de um tribunal de influência católica como o de seu pai. No entanto, embora o próprio Carlos tivesse inclinações católicas, ele era em primeiro lugar um pragmático e percebeu que a grande maioria da opinião pública na Inglaterra era fortemente anticatólica, então ele concordou com leis como a Lei de Testes que exigia qualquer nomeação para qualquer cargo público ou membro do parlamento a negar crenças católicas como a transubstanciação. Na medida do possível, no entanto, ele manteve a tolerância tácita. Como seu pai, ele se casou com uma católica, Catarina de Bragança. Ele se tornou católico em seu leito de morte.

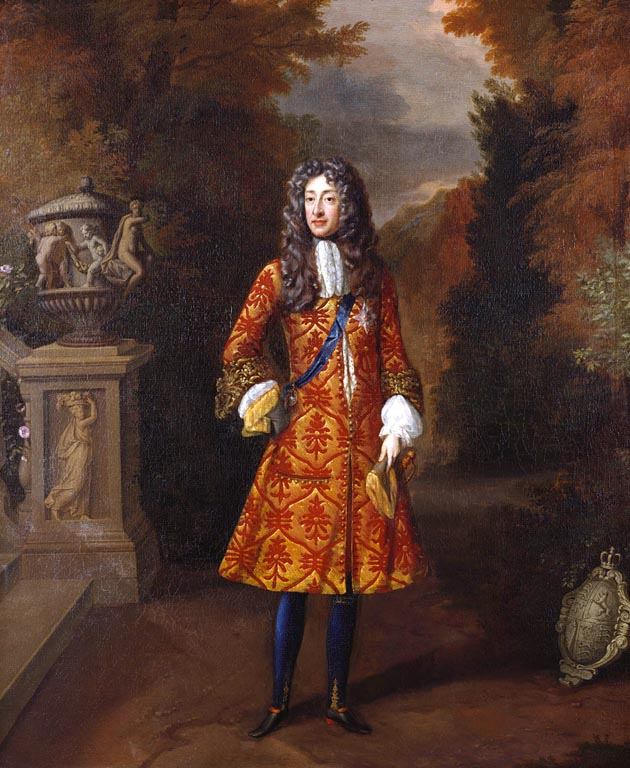
Jaime II foi o último monarca católico a reinar na Inglaterra.

O irmão e herdeiro de Carlos, Jaime, duque de York (mais tarde Rei Jaime II) converteu-se ao catolicismo em 1668–1669. Quando Titus Oates, em 1678, alegou o (totalmente imaginário) Complô Papista para assassinar Carlos e colocar Jaime em seu lugar, ele desencadeou uma onda de histeria parlamentar e pública que levou a expurgos anticatólicos, e outra onda de perseguição sectária, que Carlos ou não conseguiu ou não quis evitar. Durante o início da década de 1680, o elemento Whig no Parlamento tentou remover Jaime como sucessor do trono. Seu fracasso fez com que Jaime se tornasse, em 1685, o primeiro monarca abertamente católico da Grã-Bretanha desde Maria I (e até a última data). Ele prometeu tolerância religiosa para católicos e protestantes em pé de igualdade, mas está em dúvida se ele fez isso para obter apoio de Dissidentes ou se ele estava realmente comprometido com a tolerância (regimes católicos contemporâneos na Espanha e na Itália, por exemplo dificilmente toleravam o protestantismo, enquanto os da França e da Polônia haviam praticado formas de tolerância).
A clara intenção de Jaime de trabalhar pela restauração da Igreja Anglicana ao rebanho católico encorajou convertidos como o poeta John Dryden, que escreveu "The Hind and the Panther", celebrando sua conversão. O medo protestante chegou quando Jaime colocou os católicos nos principais comandos do exército permanente existente, demitindo diversas lideranças anglicanas, substituindo-as por um conselho totalmente católico. A gota d'água foi o nascimento de um herdeiro católico em 1688, pressagiando um retorno a uma dinastia católica pré-reforma.
No que veio a ser conhecida como a Revolução Gloriosa, o Parlamento considerou que Jaime abdicou (efetivamente depondo-o, embora o Parlamento tenha se recusado a chamá-lo assim) em favor de sua filha protestante, genro e sobrinho Maria II e Guilherme III. Embora este caso seja celebrado como solidificando tanto as liberdades inglesas quanto a natureza protestante do reino, alguns argumentam que foi "fundamentalmente um golpe liderado por um exército e uma marinha estrangeiros".
Jaime fugiu para o exílio e com ele muitos nobres e gentios católicos. O Decreto de Estabelecimento de 1701, que permanece em operação hoje, estabeleceu a linhagem real através de Sophia, Eleitora de Hanover, e especificamente excluiu do trono qualquer católico ou qualquer pessoa que se case com um católico. Esta lei foi parcialmente alterada quando a proibição do casamento do monarca com um católico foi eliminada (juntamente com a regra da sucessão masculina).
Henrique Benedito Stuart (Cardeal-Duque de York), o último herdeiro jacobita a declarar publicamente os tronos da Inglaterra, Escócia e Irlanda, morreu em Roma em 1807. Um Monumento aos Royal Stuarts existe hoje no Vaticano. Francisco, duque da Baviera, chefe da Casa de Wittelsbach, é o descendente mais antigo do rei Carlos I e é considerado pelos jacobitas como herdeiro da Casa de Stuart.

### Recusantes e movimentos em direção à emancipação
O período do ano de 1688 até o início do século XIX foram, em alguns aspectos, o ponto mais baixo do catolicismo na Inglaterra. Privados de suas dioceses, quatro vicariatos apostólicos foram estabelecidos em toda a Inglaterra até o restabelecimento do episcopado diocesano em 1850. Embora a perseguição não tenha sido violenta como no passado, os números de católicos, influência e visibilidade na sociedade inglesa atingiram seu ponto mais baixo. Seus direitos civis foram severamente reduzidos: o direito de possuir ou herdar terras era muito limitado, eram sobrecarregados com impostos especiais, não podiam enviar seus filhos para o exterior para receber educação católica, não podiam votar, e os padres eram passíveis de prisão.
Não havia mais, como nos tempos dos Stuart, nenhuma presença católica notável na corte, na vida pública, nas forças armadas ou nas profissões. Muitos dos nobres e aristocratas católicos que haviam preservado em suas terras ou entre seus arrendatários pequenos bolsões de catolicismo seguiram Jaime para o exílio, e outros, pelo menos externamente, se conformaram com o anglicanismo, significando que menos comunidades católicas sobreviveram intactas. Um bispo neste momento (aproximadamente de 1688 a 1850) era chamado de vigário apostólico. O vigário apostólico foi bispo titular (em oposição a um bispo diocesano) por meio do qual o papa exerceu jurisdição sobre um território particular da igreja na Inglaterra. Os Estados Unidos, em sua história colonial, estava sob jurisdição do Vicariato Apostólico de Londres. O bispo titular tinha um papel importante sobre os católicos na América Britânica, não apenas em relação às colônias norte-americanas de língua inglesa, mas também após a Guerra dos Sete Anos, quando o Império Britânico, em 1763, adquiriu o território francófono (e predominantemente católico) do Canadá. Somente depois do Tratado de Paris de 1783 e 1789, com a consagração de John Carroll, um amigo de Benjamin Franklin, fez com que os EUA tivessem seu próprio bispo diocesano, livre do Vigário Apostólico de Londres, James Robert Talbot.

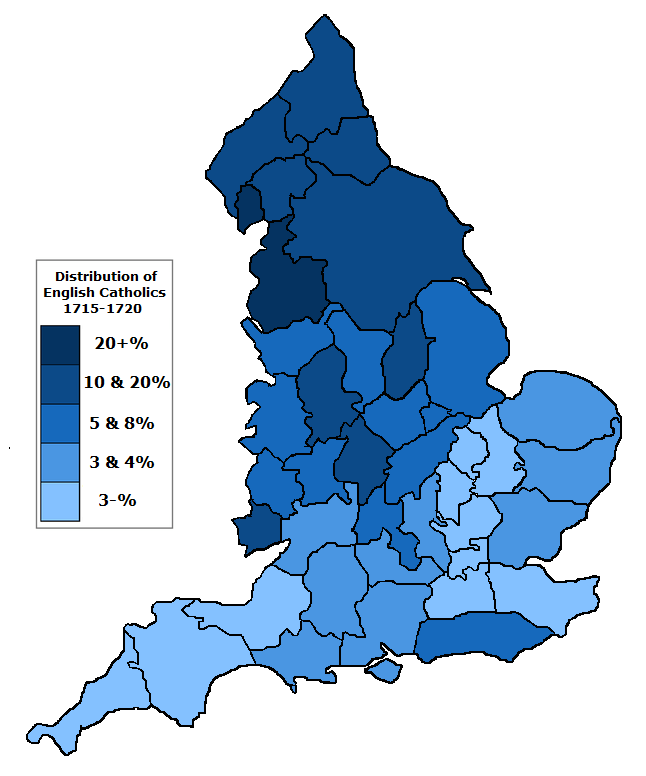
Distribuição geográfica dos católicos durante o período da Recusa (1715—1720).

A maioria dos católicos recuou para o isolamento completo de um domínio popular protestante, e o catolicismo na Inglaterra neste período se tornou politicamente, se não socialmente, invisível para a história. Com o tempo, o Papa se tornou o maior poeta da época, a poesia augusta, especialmente por seus poemas heroicos, Rape of the Lock e The Dunciad. Por volta de 1720 Clemente XI proclamou Anselmo de Cantuária um Doutor da Igreja. Em 1752, meados do século, a Grã-Bretanha adotou o calendário gregoriano decretado pelo Papa Gregório XIII em 1582. Mais tarde no século houve alguma liberalização das leis anticatólicas com base nos ideais do Iluminismo.
O Ato Papista de 1778 permitiu que os católicos possuíssem propriedades, herdassem terras e servissem ao exército. Multidões protestantes radicais reagiram aos Distúrbios de Gordon em 1780, atacando qualquer edifício em Londres que estivesse associado ao catolicismo ou pertencesse a católicos. Outras reformas permitiram que o clero operasse mais abertamente e, assim, permitia a instalação de missões permanentes nas cidades maiores. O Stonyhurst College, por exemplo, foi reaberto em 1791 para os católicos mais ricos. Em 1837, James Arundel, o décimo Barão Arundel de Wardour, legou a Stonyhurst a Biblioteca Arundel, que continha a vasta coleção da família Arundel, incluindo alguns dos mais importantes livros e manuscritos da escola como o First Folio, de Shakespeare, e um cópia manuscrita de Chronicles, de Froissart, saqueadas do corpo de um francês morto depois da Batalha de Azincourt. No entanto, os recusantes católicos permaneciam como um pequeno grupo, exceto onde permaneciam a religião majoritária em vários bolsões, notadamente nas áreas rurais Lancashire e Cúmbria, ou faziam parte da aristocracia católica. Um dos mais interessantes descendentes contemporâneos de recusantes é Timothy Radcliffe, ex-mestre da Ordem dos Pregadores (dominicanos) e escritor. Radcliffe está relacionado com três ex-cardeais - Weld, Vaughan e Hume (o último porque seu primo Lord Hunt foi casado com a irmã de Hume), e sua família está ligada a muitas das famílias católicas inglesas recusantes, os Arundels, Tichbournes, Tablots, Stonors e Weld-Blundells. Finalmente, a história não pode se esquecer do famoso recusante Maria Fitzherbert, que durante este período se casou secretamente com o Príncipe de Gales, Príncipe Regente e o futuro Rei Jorge IV em 1785. A Constituição Britânica, no entanto, não aceitou isso e Jorge IV mais tarde mudou-se.
Em um novo estudo da comunidade católica inglesa, de 1688 a 1745, Gabriel Glickman observa que os católicos, especialmente aqueles cuja posição social lhes dava acesso aos centros de poder e patrocínio da corte, tinham um papel significativo a desempenhar na Inglaterra do século XVIII. Eles não eram tão marginais quanto se poderia pensar hoje. Por exemplo, o Papa Alexandre não foi o único católico cujas contribuições (especialmente, "Ensaios sobre o homem") ajudam a definir o temperamento de um antigo Iluminismo inglês. Além do papa, observa Glickman, um arquiteto católico, James Gibbs, devolveu formas barrocas ao horizonte de Londres e um compositor católico, Thomas Arne, compôs "Rule Britannia". De acordo com o crítico Aidan Bellenger, Glickman também sugere que "em vez de ser vítima do fracasso dos Stuart", o cenário pouco favorável do exílio e da derrota "semeou a semente de um Iluminismo católico inglês frágil, mas resiliente". O historiador da Universidade de Yale, Steve Pincus, também argumenta em seu livro, 1688: The First Modern Revolution, que os católicos, sob o comando de William e Mary e seus sucessores, experimentaram considerável liberdade.

### Chegada dos irlandeses

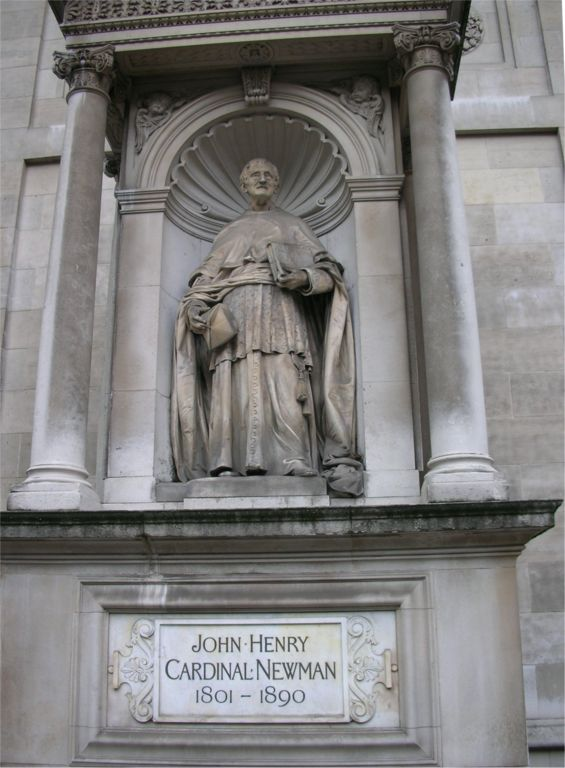
Imagem do Cardeal Newman do lado de fora da Igreja do Imaculado Coração de Maria, em Londres.

Após este período moribundo, os primeiros sinais de um reavivamento ocorreram quando milhares de católicos franceses fugiram de seu país durante a Revolução Francesa. Os líderes da Revolução eram violentamente anti-católicos, até mesmo levando padres e freiras para execução sumária ou massacre, e a Inglaterra era vista como um refúgio seguro da violência jacobina. Também nessa época (1801), foi formada uma nova entidade política, o Reino Unido da Grã-Bretanha e Irlanda, que fundiu o Reino da Grã-Bretanha com o Reino da Irlanda, aumentando assim o número de católicos no novo estado. A pressão pela abolição das leis anticatólicas cresceu, particularmente com a necessidade de recrutas católicos lutarem nas Guerras Napoleônicas. Apesar da forte oposição do rei Jorge III, que atrasou a reforma, em 1829 foi trazido o ponto culminante da liberalização das leis anticatólicas. O Parlamento aprovou o Ato de Socorro Católico de 1829, dando aos católicos direitos civis quase iguais, incluindo o direito de votar e concorrer à maioria dos cargos públicos. Se os católicos eram ricos, no entanto, exceções sempre foram feitas, mesmo antes das mudanças. Por exemplo, os ministros americanos da Corte de São Jaime eram frequentemente atingidos pela proeminência de católicos americanos nascidos ricos, tituladas damas entre a nobreza, como Louisa (Caton), neta de Charles Carroll de Carrollton, e suas duas irmãs, Mary Ann e Elizabeth. Depois que o primeiro marido de Louisa (Sir Felton Bathurst-Hervey) morreu, Louisa se casou com filho do Duque de Leeds. Sua irmã, Mary Ann, casou-se com o marquês de Wellesley, irmão do duque de Wellington; e sua outra irmã, Elizabeth (Lady Stafford), casou-se com outro nobre britânico. Embora a lei britânica exigisse um serviço de casamento anglicano, cada uma das irmãs e suas esposas protestantes tiveram uma cerimônia católica depois. No primeiro casamento de Louisa, o duque de Wellington acompanhou a noiva.
Nas décadas de 1840 e 1850, especialmente durante a Grande Fome Irlandesa, enquanto boa parte da grande saída da emigração da Irlanda se dirigia aos Estados Unidos para procurar trabalho, centenas de milhares de irlandeses também migraram através do canal para a Inglaterra e Escócia, e estabeleceram comunidades em cidades de lá, incluindo Londres, Liverpool, Manchester e Glasgow, mas também em cidades e aldeias por todo o país, dando assim ao catolicismo inglês um impulso numérico. Também foi significativo o aumento nas décadas de 1830 e 1840 pelo Movimento de Oxford, que reivindicou a validade católica para as ordens anglicanas e procurou reviver alguns elementos da teologia e do ritual católicos dentro da Igreja da Inglaterra, criando o chamado anglocatolicismo.

## Organização territorial

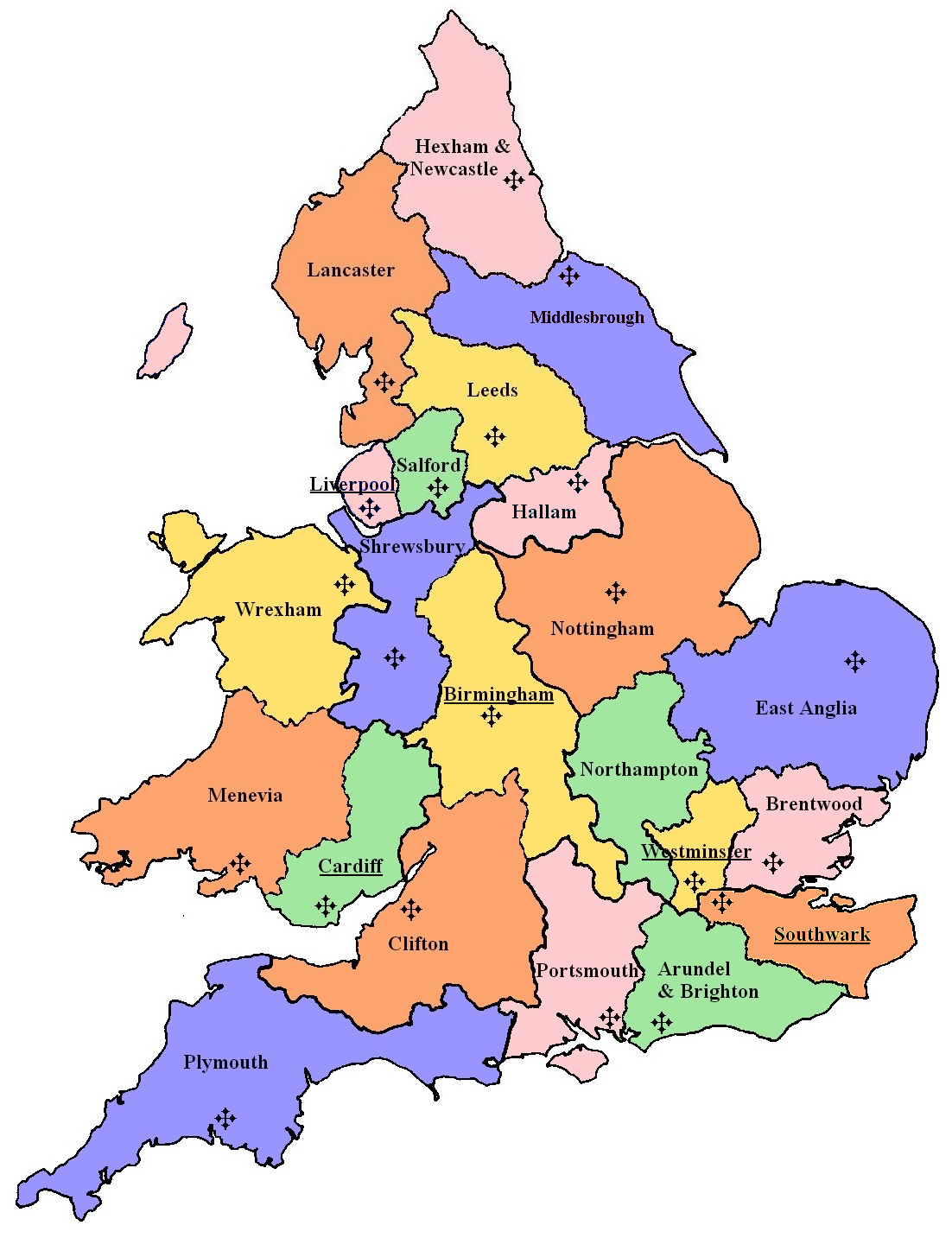
Dioceses da Inglaterra e País de Gales

A Igreja Católica na Inglaterra e no País de Gales tem cinco províncias eclesiásticas: Birmingham, Cardiff, Liverpool, Southwark e Westminster. Há 22 dioceses divididas em paróquias (em comparação, a Igreja da Inglaterra e a Igreja do País de Gales têm atualmente um total de 50 dioceses). Além destas, há quatro dioceses cobrindo a Inglaterra e o País de Gales para grupos específicos que são o Bispado das Forças Armadas, a Eparquia para os Ucranianos, a Eparquia Católica Siro-Malabar da Grã-Bretanha e o Ordinariato Pessoal para os ex-anglicanos.
Os bispos católicos da Inglaterra e do País de Gales se reúnem em uma estrutura colaborativa conhecida como Conferência Episcopal. Atualmente o arcebispo de Westminster, Vincent Gerard Nichols, é o Presidente da Conferência Episcopal. Por essa razão, na Igreja Católica universal (fora da Inglaterra), ele é o primaz da Inglaterra de fato, embora não aos olhos da lei inglesa e da Igreja Anglicana. Historicamente, evitar o título de "Primaz" era evitar a tensão anticatólica, da mesma forma que os bispos da hierarquia restaurada evitaram usar os títulos atuais das sés anglicanas (Arcebispo de Westminster em vez de "Cantuária" ou "Londres"). No entanto, o arcebispo de Westminster tinha certos privilégios: ele era o único metropolita do país até 1911 (quando as arquidioceses de Birmingham e Liverpool foram criadas) e sempre atuou como líder nas reuniões dos bispos ingleses.
Embora os bispos da hierarquia restaurada tenham assumido novos títulos, como o de Westminster, eles se viam muito em continuidade com a Igreja pré-Reforma. Westminster, em particular, viu-se como a continuação de Cantuária, daí a semelhança do brasão de armas das duas sés (com Westminster acreditando que tem mais direito a ele, uma vez que apresenta o pálio, não mais dado aos arcebispos anglicanos). Nos fundos da Catedral de Westminster está uma lista de papas e, ao lado disso, uma lista de arcebispos católicos de Cantuária começando com Santo Agostinho de Cantuária e no ano em que receberam o pálio. Depois do Cardeal Pole, o último católico de Cantuária, os nomes dos bispos católicos apostólicos ou bispos titulares (de 1685) são registrados e depois os Arcebispos de Westminster, em uma linha inalterada, de 597 até o presente, segundo a Arquidiocese de Westminster. Para destacar esta continuidade ou linha não enfraquecida hoje, que remonta à nomeação de Agostinho pelo Papa Gregório I e sua outorga do pálio aos nomeados, os ritos de instalação dos arcebispos católicos de Cantuária pré-reforma, e os primeiros arcebispos de Westminster foram usado na instalação do atual cardeal arcebispo de Westminster, Vincent Gerard Nichols. Ele se tornou o 43º da lista de cardeais ingleses desde o século XII.

### Hierarquia
| Diocese                                         | Província eclesiástica | Território aproximado                                                                                         | Catedral                                                                | Criação |
| ----------------------------------------------- | ---------------------- | --- | ----------------------------------------------------------------------- | --- |
| Diocese de Arundel e Brighton                   | Southwark              | Surrey (excluindo Spelthorne) e Sussex                                                                        | Catedral de Nossa Senhora e São Filipe Howard                           | 1965 (da Diocese de Southwark)                                                                                               |
| Arquidiocese de Birmingham                      | Birmingham             | Midlands Ocidentais, Staffordshire, Warwickshire, Worcestershire, Oxfordshire ao norte do Rio Tâmisa          | Catedral de São Chad                                                    | 1850 (elevada a arquidiocese em 1911)                                                                                        |
| Diocese de Brentwood                            | Westminster            | Território histórico do Condado de Essex                                                                      | Catedral de Santa Maria e Santa Helena                                  | 1917 (da arquidiocese de Westminster)                                                                                        |
| Arquidiocese de Cardiff-Menevia                 | Cardiff                | Glamorgan oriental, Herefordshire, Monmouthshire                                                              | Catedral de São David                                                   | 1850 (originalmente como Diocese de Newport e Menevia; Diocese de Newport de 1895; elevada a Arquidiocese de Cardiff – 1916) |
| Diocese de Clifton                              | Birmingham             | Bristol, Gloucestershire, Somerset, Wiltshire                                                                 | Catedral dos Santos Pedro e Paulo                                       | 1850 |
| Diocese da Ânglia Oriental                      | Westminster            | Peterborough, Cambridgeshire, Norfolk, Suffolk                                                                | Catedral de São João Batista                                            | 1976 (da Diocese de Northampton)                                                                                             |
| Diocese de Hallam                               | Liverpool              | South Yorkshire, High Peak, North Derbyshire, Chesterfield, Bassetlaw                                         | Catedral de Santa Maria                                                 | 1980 (das Dioceses de Leeds e Nottingham)                                                                                    |
| Diocese de Hexham e Newcastle                   | Liverpool              | Tyne and Wear, Northumberland, Durham                                                                         | Catedral de Santa Maria                                                 | 1850 (originalmente como Diocese de Hexham; e como Diocese de Hexham de Newcastle desde 1861)                                |
| Diocese de Lancaster                            | Liverpool              | Cumbria e Lancashire ao norte                                                                                 | Catedral de São Pedro                                                   | 1924 (da Diocese de Hexham e Newcastle; e Arquidiocese de Liverpool)                                                         |
| Diocese de Leeds                                | Liverpool              | West Riding of Yorkshire excluindo South Yorkshire                                                            | Catedral de Sant'Ana                                                    | 1878 (da Diocese de Beverley)                                                                                                |
| Arquidiocese de Liverpool                       | Liverpool              | Merseyside norte de Mersey, West Lancashire, Ilha de Man                                                      | Catedral Metropolitana do Cristo Rei                                    | 1850 (elevada a arquidiocese em 1911)                                                                                        |
| Diocese de Menevia                              | Cardiff                | Brecknockshire, Ceredigion, Carmarthenshire, Pembrokeshire, Radnorshire e Glamorgan ocidental                 | Catedral de São José                                                    | 1898 (do Vicariato Apostólico do País de Gales)                                                                              |
| Diocese de Middlesbrough                        | Liverpool              | North Riding of Yorkshire, East Riding of Yorkshire, York                                                     | Catedral da Santa Virgem Maria                                          | 1878 (da Diocese de Beverley)                                                                                                |
| Diocese de Northampton                          | Westminster            | Northamptonshire, Bedfordshire, Buckinghamshire, Berkshire ao norte do Rio Tâmisa                             | Catedral de Santa Maria e São Tomás                                     | 1850 |
| Diocese de Nottingham                           | Westminster            | Derbyshire, Nottinghamshire, Leicestershire, Rutland, Lincolnshire                                            | Catedral de São Barnabé                                                 | 1850 |
| Diocese de Plymouth                             | Southwark              | Cornwall, Devon, Dorset                                                                                       | Catedral de Santa Maria e São Bonifácio                                 | 1850 |
| Diocese de Portsmouth                           | Southwark              | Hampshire, Ilha de Wight, Berkshire e Oxfordshire ao sul do Rio Tâmisa, Ilhas do Canal                        | Catedral de São João Evangelista                                        | 1882 (da Diocese de Southwark)                                                                                               |
| Diocese de Salford                              | Liverpool              | Parte da Grande Manchester, sudeste de Lancashire                                                             | Catedral de São João Evangelista                                        | 1850 |
| Diocese de Shrewsbury                           | Birmingham             | Cheshire, Shropshire, Península de Wirral e Manchester ao sul de Mersey                                       | Catedral de Nossa Senhora Auxílio dos Cristãos e São Pedro de Alcântara | 1850 |
| Arquidiocese de Southwark                       | Southwark              | Kent, Grande Londres ao sul do Tâmisa                                                                         | Catedral de São Jorge                                                   | 1850 (elevada a arquidiocese em 1965)                                                                                        |
| Arquidiocese de Westminster                     | Westminster            | Hertfordshire, região histórica do Condado de Middlesex                                                       | Catedral do Preciosíssimo Sangue                                        | 1850 |
| Diocese de Wrexham                              | Cardiff                | Anglesey, Caernarfonshire, Denbighshire, Flintshire, Merionethshire e Montgomeryshire                         | Catedral de Nossa Senhora das Dores                                     | 1987 (da Diocese de Menevia)                                                                                                 |
| Eparquia da Sagrada Família de Londres          | Kiev–Galicia           | Grã-Bretanha                                                                                                  | Catedral da Sagrada Família                                             | 1957 (elevada a eparquia em 2013)                                                                                            |
| Eparquia Siro-malabar da Grã-Bretanha           | Ernakulam-Angamaly     | Grã-Bretanha                                                                                                  | Catedral siro-malabar                                                   | 2016 |
| Ordinariato Militar da Grã-Bretanha             | Santa Sé               | Forças armadas britânicas no país ou no exterior                                                              | Catedral de São Miguel e São Jorge                                      | 1986 |
| Ordinariato Pessoal Nossa Senhora de Walsingham | Santa Sé               | Membros do clero anglicana convertidos, religiosos e leigos residente na Inglaterra, País de Gales e Escócia. | Igreja Principal de Nossa Senhora da Assunção e São Gregório            | 2011 |

### Ordinariato de Nossa Senhora de Walsingham
Em outubro de 2009, após conversas a portas fechadas entre alguns anglicanos e a Santa Sé, o Papa Bento XVI fez uma oferta relativamente incondicional para acomodar anglicanos descontentes na Igreja Anglicana, permitindo que, pela primeira vez, retivessem sua liturgia e herança sob a Anglicanorum coetibus, entrando em plena comunhão com Roma. Em abril de 2012, o ordinariato contava com cerca de 1.200 pessoas, incluindo cinco bispos e 60 padres. O ordinariato recrutou um grupo de aristocratas, como vice-presidentes honorários, para ajudar. Entre eles estão o duque de Norfolk, a condessa de Oxford e Asquith e a duquesa de Somerset. Outros vice-presidentes incluem o Lorde Nicholas Windsor, Sir Josslyn Gore-Booth e o Escudeiro de Lisle, cujo ancestral Ambrose de Lisle foi um convertido católico do século XIX que defendia a reunião corporativa da Igreja Anglicana com Roma. De acordo com o líder do grupo, Monsenhor Keith Newton, o ordinariato irá "trabalhar em algo com sabor anglicano, mas eles não estão trazendo nenhum conjunto de liturgia anglicana". O diretor de música da Abadia de Westminster (anglicana) e o católico James O'Donnell, comparam o ordinariato a uma igreja da Uniatia ou a um dos muitos ritos não católicos latinos, dizendo: "Esta é uma boa oportunidade para nos lembrarmos de que não é um tamanho único, e que este poderia ser um bom momento para adotar a famosa filosofia do serviço civil – "celebrando a diversidade". Em maio de 2013, um ex-padre anglicano, Alan Hopes, foi nomeado o novo bispo de Ânglia Oriental, cuja diocese inclui o Santuário de Nossa Senhora de Walsingham.

### Ritos católicos orientais

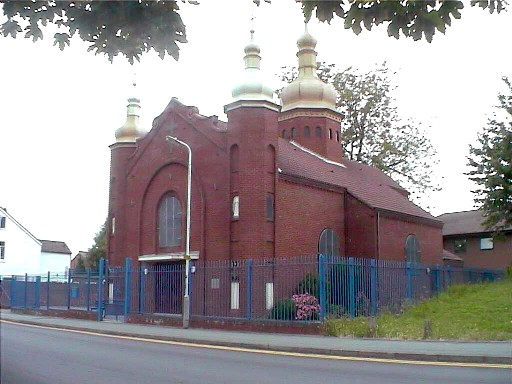
Igreja paroquial da Igreja Greco-Católica Ucraniana em Wolverhampton, Inglaterra

Há o Exarcado Apostólico para os Ucranianos, que serve aos 15.000 católicos greco-ucranianos na Grã-Bretanha, com uma catedral e várias igrejas em todo o país.
A Ordem Maronita Libanesa (LMO) funciona na Inglaterra e no País de Gales. A LMO é uma ordem da Igreja Católica Maronita, servindo aos católicos maronitas da Inglaterra e País de Gales. O Rev. Augustine Aoun é o pároco dos maronitas. A LMO administra algumas igrejas, por exemplo, a de Nossa Senhora das Dores, em Paddington, e a de Nossa Senhora do Líbano, em Swiss Cottage.
Há também capelães católicos dos ritos eritreu, caldeu, siríaco, siro-malabar, siro-malancar e melquita. Para informações sobre a capelania sírio-malabar na Arquidiocese de Westminster em Londres.

## Demografia

### Estatísticas
A migração de irlandeses nos séculos XIX e XX e a recente migração de pessoas da Europa Oriental aumentaram significativamente o número de católicos na Inglaterra e no País de Gales. Embora os números apenas para a Inglaterra e o País de Gales sejam difíceis de estimar, a composição étnica da população católica no Reino Unido (que inclui também os norte-irlandeses e escoceses) em 2008 foi a seguinte:
| Britânicos brancos         | 74,6% |
| Europeus orientais brancos | 9,5%  |
| Irlandeses brancos         | 4,4%  |
| Outros brancos             | 3,9%  |
| Africanos negros           | 2,5%  |
| Outros mestiços            | 1,9%  |
| Afro-caribenhos e outos    | 1,7%  |
| Asiáticos                  | 1,5%  |

Os membros brancos da Europa oriental são principalmente da Polônia, com números menores que incluem cidadãos da Lituânia, Letônia e Eslováquia.

### Imigração de católicos poloneses
Os católicos de língua polonesa chegaram pela primeira vez na Inglaterra em alguns números após as partilhas da Polônia durante o século XIX. Um dos poloneses mais notáveis da época, que se estabeleceu na Inglaterra, foi Joseph Conrad. No final da Segunda Guerra Mundial, muitos militares poloneses foram incapazes de retornar à sua terra natal após a imposição de um regime comunista hostil, e o Corpo de Reassentamento Polonês foi formado pelo governo britânico para facilitar sua transição para a vida britânica. Eles se juntaram a vários milhares de pessoas deslocadas (DPs), muitos eram seus familiares. Esse afluxo de poloneses deu origem à Lei de Reassentamento Polonesa de 1947, que permitiu que cerca de 250 mil soldados poloneses e seus dependentes se estabelecessem na Grã-Bretanha. Muitos aderiram em congregações católicas existentes. De acordo com a missão católica polonesa na Inglaterra e no País de Gales em 1948, a hierarquia católica na Inglaterra e em Gales concordou com a nomeação de um delegado vigário, nomeado pelo Episcopado Polonês, com poder ordinário sobre o clero e leigos poloneses em toda a Inglaterra e País de Gales, com certas exceções relativas ao casamento. Subsequentemente, sempre que uma comunidade católica polonesa surge na Inglaterra e no País de Gales, o delegado vigário nomeia um padre polonês para organizar uma filial local da Missão Católica Polonesa. Um sacerdote assim designado é o padre responsável, não o pároco. Não há paróquias ou quase-paróquias polonesas na Inglaterra nem no País de Gales (de acordo com os cânones 515 §1 e 516 §1), com exceção da igreja em Devonia Road, Londres. Uma comunidade polonesa é às vezes chamada de "paróquia", mas não é uma paróquia no sentido canônico. Por isso, a comunidade não é uma pessoa jurídica. A personalidade jurídica canônica que representa os interesses de todas as comunidades polonesas está investida na Missão Católica Polonesa.
Desde 2004, com a adesão da Polônia à União Europeia vem ocorrendo uma nova onda de imigração polonesa em larga escala para o Reino Unido. Atualmente, a Missão Católica Polonesa inclui cerca de 219 paróquias e centros pastorais com 114 sacerdotes. O atual reitor da Missão Católica Polonesa é o Rev. Stefan Wylężek. Na Polônia, a Conferência Episcopal Polonesa tem um delegado com especial responsabilidade pelos emigrados poloneses. O atual titular é o Bispo Ryszard Karpiński. A The Tablet relatou em dezembro de 2007 que a Missão Católica Polonesa diz que essas paróquias seguem um programa pastoral estabelecido pela conferência polonesa de bispos e são vistas como "uma parte integral da igreja polonesa".
Em dezembro de 2007, o cardeal Cormac Murphy-O'Connor disse: "Estou muito preocupado que os poloneses estejam criando uma Igreja separada na Grã-Bretanha – eu gostaria que eles fizessem parte da vida católica deste país. Espero que os responsáveis pela Igreja aqui, e os próprios poloneses, estarão cientes de que devem se tornar parte das paróquias locais o mais rápido possível, quando aprenderem o suficiente da língua.". O Monsenhor Kukla enfatizou que a Missão Católica Polonesa continua tendo um "bom relacionamento" com a hierarquia na Inglaterra e no País de Gales e disse que "a integração é um processo longo".
Significativamente, a Missão Polonesa cooperou totalmente com o recente inquérito de pesquisa da hierarquia inglesa sobre as necessidades dos migrantes na comunidade católica de Londres. "O fundamento da justiça" reportado por Francis Davis e Jolanta Stanke et al. O Instituto Von Hügel no St Edmund's College (Cambridge) foi encomendado por Kevin McDonald de Southwark, e o Bispo Thomas McMahon de Brentwood. Mil pessoas que participaram da missa em três dioceses de Londres foram pesquisadas usando questionários anônimos disponíveis em polonês, lituano, chinês, francês, espanhol, português e inglês. As congregações eram das principais paróquias diocesanas, das capelanias étnicas e das igrejas do Vicariato polonês. As descobertas do relatório descrevem como 86% dos europeus orientais disseram que a disponibilidade de missa em sua língua materna era uma razão para sua escolha de participar de uma igreja particular. As recomendações do relatório enfatizavam a cooperação com importantes conferências, dioceses e institutos religiosos de bispos no exterior sobre o recrutamento e nomeação de capelães étnicos; o reconhecimento das competências linguísticas como atividade de formação legítima e custo para seminaristas, clérigos, voluntários paroquiais e empregados leigos; e a consolidação de fundos de caridade dispersos para o desenvolvimento pastoral e os pobres em Londres.

## Conversões
Uma parte dos anglicanos que estavam envolvidos no Movimento de Oxford ou "Tractarianismo" foram levados para além dessas posições e convertidos à Igreja Católica, incluindo, em 1845, o principal líder intelectual do movimento, John Henry Newman. Mais novos católicos viriam da Igreja Anglicana, muitas vezes através do alto anglicanismo, pelo menos nos próximos cem anos, e algo disso continua.
Como o anticatolicismo diminuiu drasticamente após 1910, a igreja católica cresceu em número, e cresceu rapidamente em termos de sacerdotes e irmãs e expandiu suas paróquias de áreas industriais intermunicipais para locais mais suburbanos. Embora sub-representada nos níveis mais elevados da estrutura social, além de algumas antigas famílias católicas aristocráticas, o talento católico estava surgindo no jornalismo e na diplomacia.
Um desenvolvimento notável foi o aumento da conversão altamente divulgada de intelectuais e escritores, incluindo os mais famosos G. K. Chesterton, bem como Robert Hugh Benson e Ronald Knox, Maurice Baring, Christopher Dawson, Eric Gill, Graham Greene, Manya Harari, David Jones, Sheila Kaye-Smith, Arnold Lunn, Rosalind Murray, Alfred Noyes, William E. Orchard, Frank Pakenham, Siegfried Sassoon, Edith Sitwell, Muriel Spark, Graham Sutherland, e Evelyn Waugh. Conversões anteriores ao ano 1900 incluíram os cardeais Newman eHenry Edward Manning, assim como o arquiteto do estilo neogótico, Augustus Pugin, o historiador Thomas William Allies, e o poeta Gerard Manley Hopkins.
Entre os católicos de destaque estavam o diretor de cinema, Alfred Hitchcock, escritores como Hilaire Belloc, Lord Acton, J. R. R. Tolkien e o compositor Edward Elgar, cujo oratório The Dream of Gerontius foi baseado em um poema do século XIX de Newman.

### Restabelecimento das dioceses
Em vários momentos após o século XVI, muitos católicos ingleses acreditaram que a "reconversão da Inglaterra" estava próxima. Além disso, com a chegada em massa de imigrantes católicos irlandeses, alguns consideraram que uma "segunda primavera" do catolicismo em toda a Grã-Bretanha estava se desenvolvendo. Roma respondeu restabelecendo a hierarquia católica em 1850, criando 12 dioceses católicas na Inglaterra a partir dos vicariatos apostólicos e nomeando bispos diocesanos (para substituir o bispo titular anterior), e com um padrão católico mais tradicional. A Igreja Católica na Inglaterra e no País de Gales tinha 22 dioceses imediatamente antes da Reforma, mas nenhuma das atuais 22 tem grande semelhança (geograficamente) com as 22 dioceses anteriores à Reforma.

O episcopado diocesano restaurado evitou especificamente o estabelecimento de dioceses em lugares que eram sedes das dioceses da Igreja Anglicana, abandonando de fato os títulos das dioceses católicas antes de Isabel I por causa do Ato dos Títulos Eclesiásticos de 1851, que na Inglaterra favoreceu uma igreja estatal (isto é, Igreja Anglicana) e negou existência legal às dioceses católicas baseando-se no argumento de que o estado não poderia conceder tais "privilégios" a "entidades" que supostamente não existiam. Algumas das dioceses católicas, no entanto, tomaram os títulos de bispados que existiam anteriormente na Inglaterra, mas não eram mais usados pela Igreja Anglicana (por exemplo, Beverley - mais tarde dividida em Leeds e Middlesbrough, Hexham - depois mudou para Hexham e Newcastle). Nos poucos casos em que uma diocese católica tem o mesmo título de uma anglicana na mesma cidade (por exemplo, Birmingham, Liverpool, Portsmouth e Southwark) – é o resultado da Igreja Anglicana, ignorando a existência anterior de uma diocese católica e da revogação técnica do Ato dos Títulos Eclesiásticos, em 1871. Claro, a lei só valia na Inglaterra. Por exemplo, o reconhecimento oficial proporcionado pela concessão de armas à arquidiocese de St. Andrews e Edimburgo, criada pelo Lorde Lyon em 1989, foi feito com base no fato de que a Lei de Títulos Eclesiásticos de 1851 não se aplicava à Escócia. Recentemente, o ex-ministro conservador, John Gummer, que é um famoso convertido ao catolicismo e colunista do Catholic Herald, em 2007, se opôs ao fato de que nenhuma diocese católica pode ter o mesmo nome que uma diocese anglicana (como Londres, Cantuária, Durham, etc.) "mesmo que essas dioceses tivessem, digamos, sido emprestadas".

### Catolicismo inglês contemporâneo

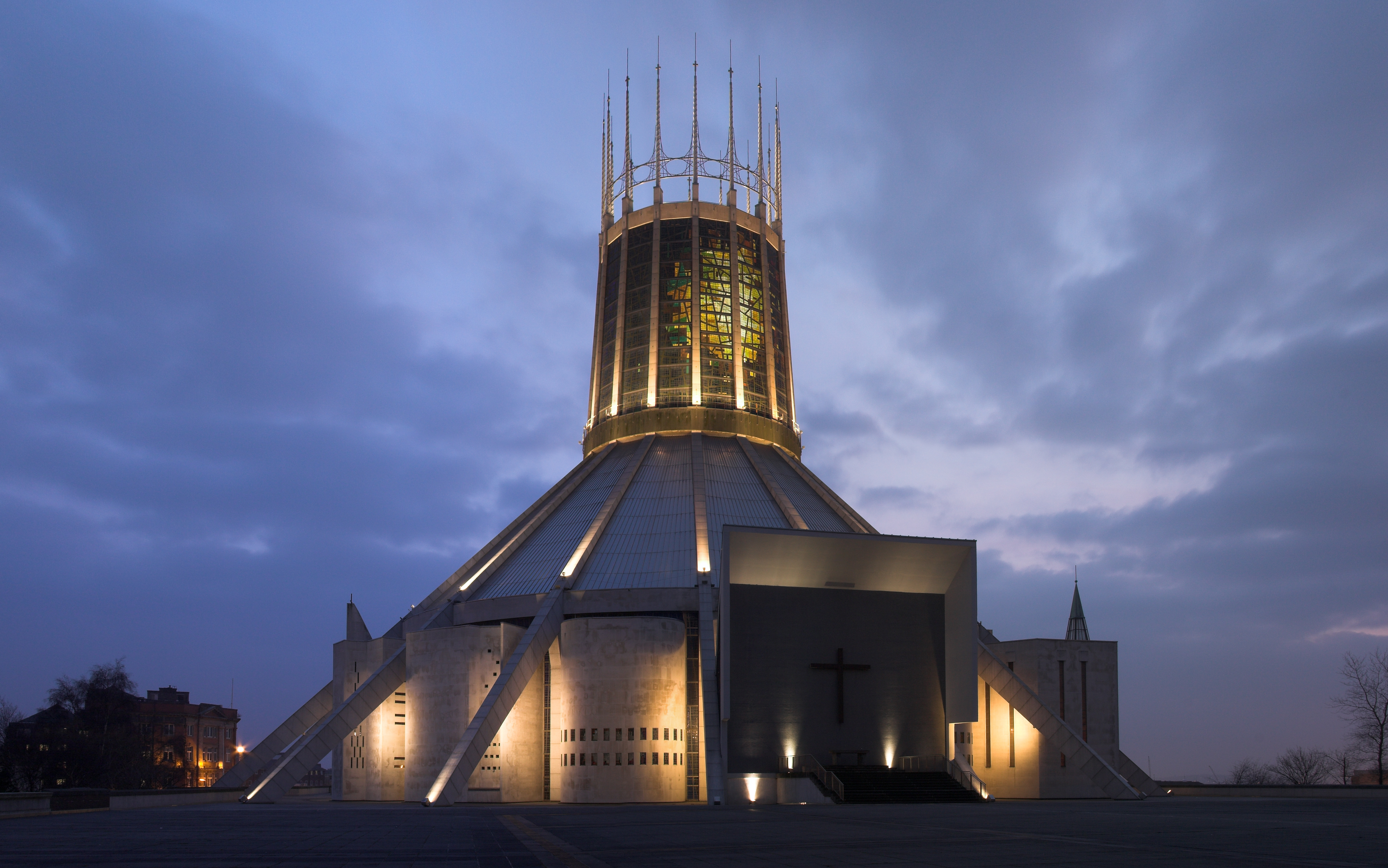
Catedral Metropolitana de Liverpool.

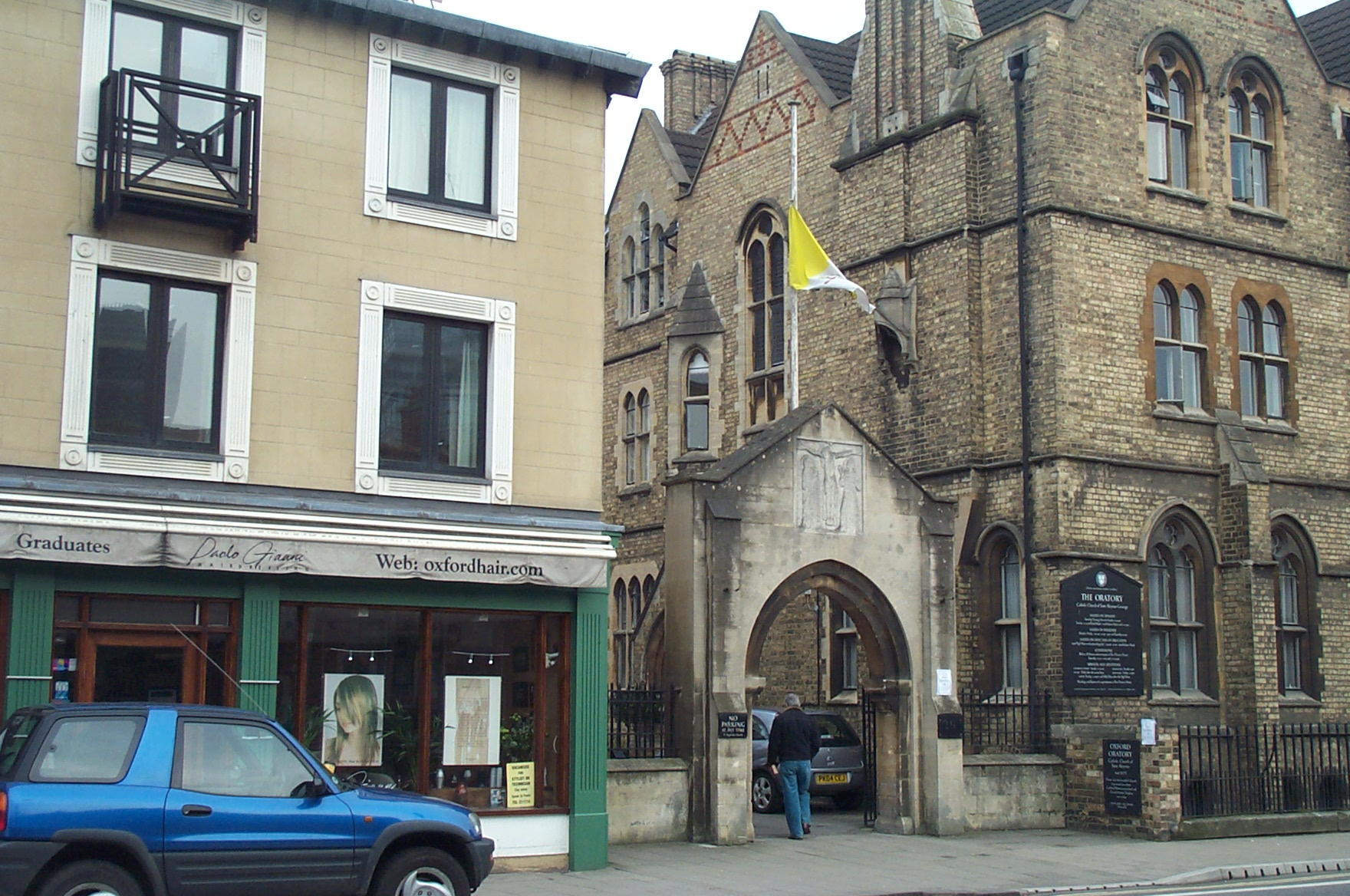
Oratório de Oxford com a bandeira do Vaticano a meio-mastro, no dia da morte do Papa João Paulo II.

O catolicismo inglês manteve-se em crescimento ao longo dos dois primeiros terços do século XX, quando foi associado principalmente a elementos da classe intelectual inglesa e da população étnica irlandesa. Os números daqueles que participavam da missa permaneceram muito altos em contraste com a igreja anglicana (embora não para outras igrejas protestantes), Os números do clero, que começaram no século XX com menos de 3.000, atingiram um máximo de 7.500 em 1971.
Nos últimos anos do século XX, um baixo número de vocações também afetou a igreja com ordenações ao sacerdócio caindo das centenas, no final do século XX, para as dezenas entre 2006 e 2011 (16 em 2009, por exemplo) e uma recuperação nos 20 anos seguintes, com uma previsão de 24 para 2018.
Como em outros países de língua inglesa, como os Estados Unidos e a Austrália, o movimento dos católicos irlandeses da classe operária para o mainstream suburbano da classe média muitas vezes significava sua assimilação com a sociedade inglesa mais ampla e secular e a perda de uma identidade católica separada. O Concílio Vaticano II foi seguido, como em outros países ocidentais, por divisões entre o catolicismo tradicional e uma forma mais liberal de catolicismo, que se inspirou no Concílio. Isso causou dificuldades para não poucos conversos pré-conciliares, embora outros ainda tenham se unido à Igreja nas últimas décadas (por exemplo, Malcolm Muggeridge e Joseph Pearce), e figuras públicas (frequentemente descendentes de famílias recusantes), como Paul Johnson, Peter Ackroyd, Antonia Fraser, Mark Thompson (diretor geral da BBC, Michael Martin (o primeiro católico a ocupar o cargo de Presidente da Câmara dos Comuns do Reino Unido desde a Reforma), Chris Patten (o primeiro católico a ocupar o posto de chanceler de Oxford desde a Reforma), Piers Paul Read, Helen Liddel (Alta Comissária da Grã-Bretanha para a Austrália), e a esposa do ex-primeiro-ministro Cherie Blair, não tiveram dificuldade em tornar seu catolicismo conhecido na vida pública. O ex-primeiro-ministro, Tony Blair, foi recebido em plena comunhão com a Igreja Católica em 2007. Catherine Pepinster, editora do "Tablet", observa: "O impacto dos imigrantes irlandeses é um: Há numerosos ativistas proeminentes, acadêmicos, artistas (como Danny Boyle, a católica de maior sucesso no showbiz devido a seu filme, "Slumdog Millionaire"), políticos e escritores, mas os descendentes das famílias [ainda não] são uma força na terra".
Desde o Concílio, a Igreja na Inglaterra tendeu a se concentrar no diálogo ecumênico com a Igreja Anglicana, em vez de ganhar convertidos dela, como no passado. No entanto, a década de 1990 assistiu a uma série de conversões do anglicanismo para a Igreja Católica, em grande parte motivadas pela decisão da Igreja Anglicana de ordenar mulheres como sacerdotes, e por outros movimentos distantes das doutrinas e estruturas tradicionais. Os convertidos incluíram membros da Família Real (Catarina, Duquesa de Kent, seu filho, o Lorde Nicholas Windsor e seu neto Baron Downpatrick) e vários sacerdotes anglicanos. Os convertidos ao catolicismo na Grã-Bretanha, por essa razão, tendem a ser mais conservadores e até mesmo tradicionalistas do que os católicos no continente europeu, muitas vezes se opondo às tendências dentro da Igreja Católica semelhantes àquelas que os induziram a abandonar o anglicanismo anteriormente.
O espírito de ecumenismo fomentado pelo Concílio Vaticano II resultou em 1990 na organização de cooperação da Igreja Católica na Inglaterra e País de Gales, na Escócia e na Irlanda e Irlanda do Norte, além de igrejas de outras denominações cristãs, por meio da associação chamada Igrejas Unidas na Grã-Bretanha e na Irlanda, como uma expressão do compromisso das igrejas em trabalhar ecumenicamente. Recentemente, por exemplo, um memorial foi doado a São João Houghton e seus companheiros monges cartuxos martirizados na Cartuxa de Londres, em 1535. O padre anglicano, Geoffrey Curtis, fez campanha com a bênção do atual arcebispo de Cantuária. Além disso, em outro gesto ecumênico, uma placa na Holywell Street, em Oxford, comemora os mártires católicos da Inglaterra. Ela diz: "Perto deste ponto George Nichols, Richard Yaxley, Thomas Belson e Humphrey Pritchard foram executados por sua fé católica, em 5 de julho 1589." Já no Palácio de Lambeth, em fevereiro de 2009, o arcebispo de Cantuária organizou uma recepção para lançar um livro, Why Go To Church? (em português:  Por que ir à Igreja?), do padre Timothy Radcliffe, OP, um dos religiosos mais conhecidos da Grã-Bretanha. mestre da Ordem Dominicana. Um grande número de jovens freis dominicanos compareceu. Radcliffe disse: "Não creio que tenha havido tantos dominicanos em um só lugar desde a época de Robert Kilwardby, o arcebispo dominicano de Cantuária no século XIII".
Os princípios de justiça social da Igreja influenciaram iniciativas para enfrentar os desafios da pobreza e inclusão social. Em Southampton, o padre Pat Murphy O'Connor fundou a Sociedade de São Dimas, como uma agência para atender às necessidades de ex-prisioneiros desligados da prisão de Winchester. Alguns dos primeiros membros da Sociedade foram à frente ajudar a fundar a Simon Community em Sussex, Londres. Seu exemplo deu nova inspiração a outros clérigos, como o Rev. Kenneth Leech, da Igreja de Sant'Ana, Soho, que ajudou a fundar a Centrepoint aos sem-teto; e o Revd Bruce Kenrick (da Igreja da Escócia), que ajudou a fundar outro abrigo aos sem-teto. Em 1986, o Cardeal George Basil Hume estabeleceu o Centro Cardeal Hume para trabalhar com jovens sem-teto, famílias desalojadas e comunidades locais para terem acesso ao alojamento, apoio e aconselhamento, educação, treinamento e oportunidades de emprego.
Em 2006, o Cardeal Cormac Murphy-O'Connor instituiu uma missa anual de apoio aos trabalhadores migrantes. na Catedral de Westminster em parceria com os capelães étnicos de Brentwood, Southwark e Westminster.

## Santos católicos do Reino Unido
Santos e Doutores da Igreja, notáveis do período pré-reforma:
- Santo Albano (m. 251 or 304), protomártir
- São David (500-589), monge, bispo, e professor
- São Patrício (fim do século V), missionário, conhecido como Apóstolo da Irlanda
- Santo Agostinho de Cantuária (m. 605), sacerdote e religioso professo da Ordem de São Bento, bispo
- São Paterno, início do século VI, bispo
- São Cuteberto (c.634-687), missionário e bispo
- São Beda (672?-735), sacerdote e religioso professo da Ordem de São Bento, Doutor da Igreja
- São Dunstano (909-988), abade, bispo, arcebispo
- Eduardo, o Confessor (1003-1066), rei
- Santo Anselmo (1033-1109), sacerdote e religioso professo da Ordem de São Bento, arcebispo, Doutor da Igreja
- São Tomás Becket (1118-1170), bispo e mártir
- Ricardo de Chichester (1197-1253), bispo
- São Simão Stock (1165-1265), frei carmelita

Santos do período da Reforma ao presente:
- São John Fisher - (1469 - 1535), bispo de Rochester; Cardeal
- São Thomas More - (1478 - 1535), leigo casado da arquidiocese de Westminster
- São John Houghton - (1486 - 1535), sacerdote professo dos cartuxos
- São Robert Lawrence - (m. 1535), sacerdote professo dos cartuxos
- Santo Agostinho Webster - (m. 1535), sacerdote professo dos cartuxos
- São Ricardo Reynolds - (m. 1535), sacerdote professo dos cartuxos
- São John Stone - (m.1539), sacerdote professo dos agostinianos
- Cuteberto Mayne - (1544 - 1577), padre do Vicariato Apostólico da Inglaterra
- Santo Edmundo Campion - (1540 - 1581), sacerdote professo dos jesuítas
- São Ralph Sherwin - (1550 - 1581), padre do Vicariato Apostólico da Inglaterra
- Santo Alexandre Briant - (1556 - 1581), sacerdote professo dos jesuítas
- São John Paine - (m. 1582), padre do Vicariato Apostólico da Inglaterra
- São Lucas Kirby - (1549 - 1582), padre do Vicariato Apostólico da Inglaterra
- Richard Gwyn - (1537 - 1584), leigo casado do Vicariato Apostólico da Inglaterra
- Santa Margarida Clitherow née Middleton - (1550 - 1586), leiga casada do Vicariato Apostólico da Inglaterra
- Santa Margarida Wart - (m. 1588), leiga casada do Vicariato Apostólico da Inglaterra
- Santo Edmundo Gennings - (1567 - 1591), padre do Vicariato Apostólico da Inglaterra
- São Swithun Wells - (1536 - 1591), padre do Vicariato Apostólico da Inglaterra
- Santo Eustácio White - (m. 1591), padre do Vicariato Apostólico da Inglaterra
- São Polidoro Plasden - (m. 1591), padre do Vicariato Apostólico da Inglaterra
- São João Boste - (1543 - 1582), padre do Vicariato Apostólico da Inglaterra
- São Roberto Southwell - (1561 - 1595), sacerdote professo dos jesuítas
- Santo Henrique Walpole - (1558 - 1595), sacerdote professo dos jesuítas
- São Filipe Howard - (1557 - 1595), leigo casado do Vicariato Apostólico da Inglaterra
- São John Jones - (1559 - 1598), sacerdote professo da Ordem dos Frades Menores
- São John Rigby - (d. 1600), leigo casado do Vicariato Apostólico da Inglaterra
- Santa Ana Line - (1565 - 1601), leigo casado do Vicariato Apostólico da Inglaterra
- São Nicolau Owen - (1550 - 1606), sacerdote professo dos jesuítas
- São Tomás Garnet - (1575 - 1608), sacerdote professo dos jesuítas
- São João Roberts - (1576 - 1610), sacerdote professo dos beneditinos
- São João Almond - (1577 - 1612), leigo casado do Vicariato Apostólico da Inglaterra
- São João Ogilvie - (1579 - 1615), sacerdote professo dos jesuítas
- Santo Edmundo Arrowsmith - (1585 - 1628), sacerdote professo dos jesuítas
- Santo Eduardo Barlow - (1585 - 1641), sacerdote professo dos beneditinos
- Santo Albano Roe - (1583 - 1642), sacerdote professo dos beneditinos
- Santo Henrique Morse - (1595 - 1645), sacerdote professo dos jesuítas
- São João Southworth - (1592 - 1654), padre do Vicariato Apostólico da Inglaterra
- São João Plessington - (1637 - 1679), padre do Vicariato Apostólico da Inglaterra
- São Filipe Evans - (1645 - 1679), sacerdote professo dos jesuítas
- São João Lloyd - (1630 - 1679), padre do Vicariato Apostólico da Inglaterra
- São João Wall - (1620 - 1679), sacerdote professo da Ordem dos Frades Menores
- São João Kemble - (1599 - 1679), padre do Vicariato Apostólico da Inglaterra
- São David Lewis - (1616 - 1679), sacerdote professo dos jesuítas
- John Henry Newman - (1801 - 1890), sacerdote professo dos oratório, teólogo e cardeal

Beatos
- Margarida Pole -  (1473 – 1541), mártir, condessa de Salisbury
- Domingos da Mãe de Deus - (1792 - 1849), sacerdote professo dos passionistas

Veneráveis
- Mary Potter - (1847 - 1913), fundadora da Pequena Companhia de Maria
- Margaret Sinclair - (1900 - 1925), religiosa professa das Irmãs Clarissas
- Bridget Teresa McCrory - (1893 - 1984), fundadora das Irmãs Carmelitas para os Idosos e Enfermos
- Joan Ward - (1585 - 1645), fundadora das Irmãs de Loreto e da Congregatio Iesu

Servos de Deus
- Maria Josefa de Jesus - (1820 - 1864), fundadora das Irmãs da Cruz e da Paixão
- George Spencer - (1799 - 1864), padre professo dos passionistas
- Margaret Hallahan - (1802 - 1868), fundadora das Irmãs Dominicanas das Irmãs Inglesas da Congregação de Santa Catarina de Sena
- Frances Taylor - (1832 - 1900), fundadora dos Pobres Servos da Mãe de Deus
- Teresa Helena Higginson - (1844 - 1905), leigo da Arquidiocese de Liverpool
- Mary Janet Erskine Stuart - (1857 - 1914), religiosa professa da Sociedade das Religiosas do Sagrado Coração de Jesus

## Milagres
Uma série de eventos considerados milagres estão associados à Inglaterra.

### Aparições marianas
Várias aparições marianas estão associadas à Inglaterra, as mais conhecidas são as seguintes:
- Nossa Senhora do Carmo, associada a São Simão Stock, em Aylesford
- Nossa Senhora de Walsingham, associada a Richeldis de Faverches, em Walsingham
- Nossa Senhora da Imaculada Conceição, associada a Helsim, o Abade, no Mar do Norte
- Nossa Senhora de Evesham, associada a Egvino de Evesham, em Evesham
- Nossa Senhora de Cantuária, associada aos Santos Dunstano e Anselmo, em Cantuária
- Nossa Senhora de Londres, associada a São Tomás Becket e Hildegarda de Bingen, em Londres
- Nossa Senhora de Jervaulx, associada ao abade John Kingston de Byland, na Abadia de Jervaulx
- Nossa Senhora de Durham, associada a Godrico de Finchale, em Durham
- Nossa Senhora de Ipswich, associada a Ana Wentworth, em Ipswich

### Incorruptibilidade
Vários casos de incorruptibilidade de alguns santos católicos estão associados à Inglaterra;
- Santa Etéldreda de Ely, mão descoberta em 1811
- São Cuteberto, relíquias destruídas sob o reinado de Henrique VIII
- Santa Verburga de Chester, relíquias destruídas sob o reinado de Henrique VIII
- Santa Viteburga de Ânglia Oriental, relíquias destruídas sob o reinado de Henrique VIII
- São Vunibaldo de Wessex, túmulo encontrado vazio em 1968
- São Guthlac de Crowland, relíquias destruídas pelos vikings
- Santo Alfege de Cantuária, enterrado na Catedral de Cantuária
- Eduardo, o Confessor, supostamente intacto em 1269, esqueleto em 1685
- Santo Hugo de Avalon, túmulo saqueado em 1364, santuário destruído sob o reinado de Henrique VIII
- Edmundo de Abingdon, levado para a Abadia de Pontigny, na França
- São João Southworth, retornou à Catedral de Westminster em 1927

### Estigmas
Dois casos de supostos estigmas estão associados à Inglaterra e não foram aprovados pelo Vaticano:
- 1880: Teresa Helena Higginson, em Gainsborough (Lincolnshire)
- 1986: Patricia de Menezes, em Surrey